# Peter Meyer (Unternehmer)

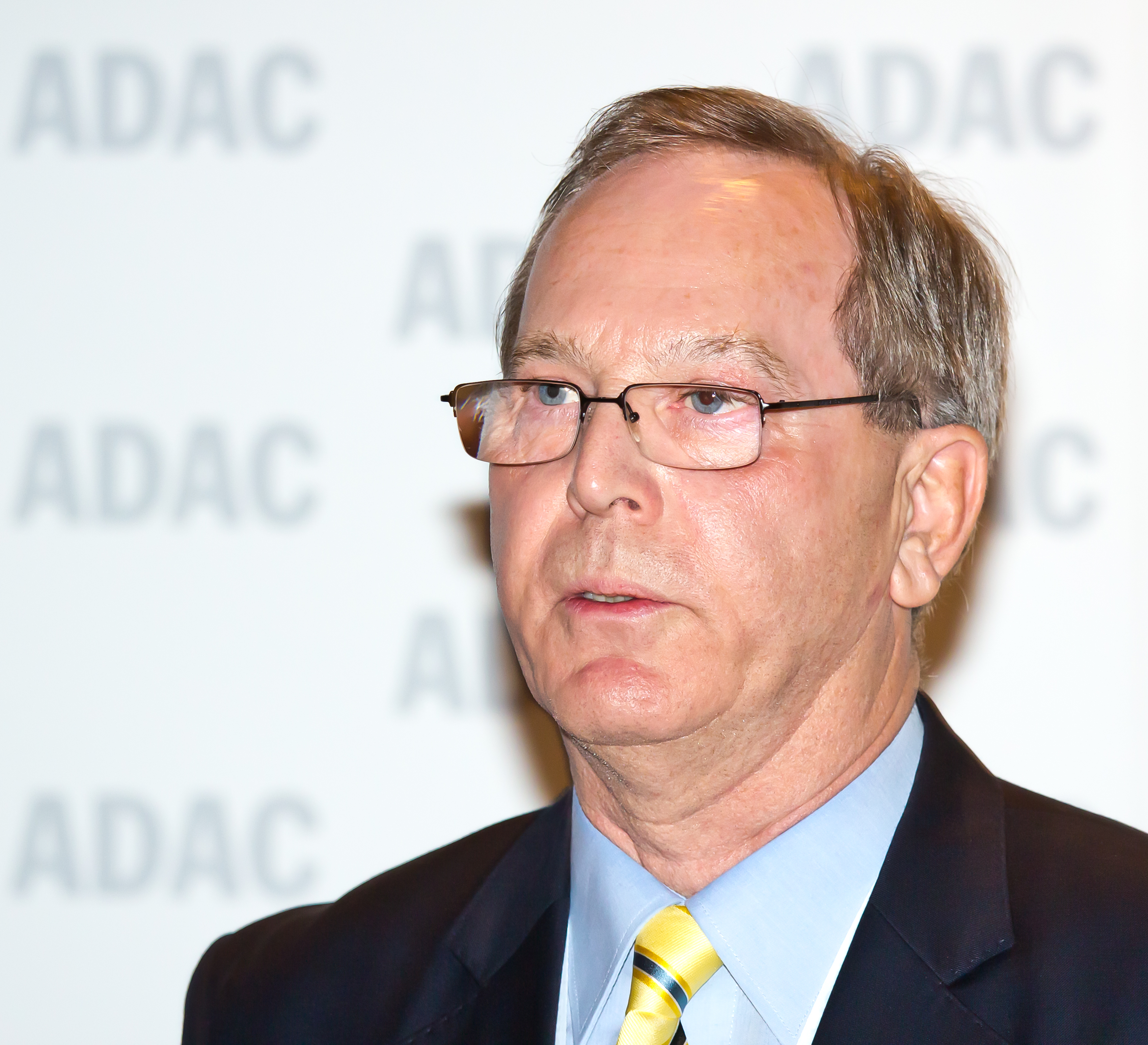
Peter Meyer (2013)

Peter Meyer (* 27. Juli 1949 in Wiedenbrück) ist ein deutscher Manager. Er war von 2001 bis 2014 Präsident des Allgemeinen Deutschen Automobilclubs (ADAC).

## Leben und Karriere
Peter Meyer wuchs in Wiedenbrück auf. Er legte das Fachabitur ab und absolvierte die Ausbildung zum Speditions- und Schifffahrtskaufmann. In Bremen erfolgte der Abschluss zum Diplom-Betriebswirt.
Nach dem Studium arbeitete Peter Meyer in der Abteilung Betriebswirtschaft der Rhenus AG. 1977 machte er sich im Speditionsgewerbe selbstständig und baute deutschlandweit mehrere Betriebe auf. Neben einem Speditionsunternehmen besitzt Meyer ein Automobilhaus und ist als Unternehmensberater im Verkehrswesen tätig.
Außerdem ist Meyer Mitglied der Bundesfachkommission Verkehrspolitik des Wirtschaftsrates der CDU.
Peter Meyer ist seit 1975 verheiratet, hat seinen Hauptwohnsitz in Mülheim an der Ruhr und verfügt daneben über eine Wohnung in der Schweiz. Er hat zwei erwachsene Kinder.

## Wirken im ADAC
Peter Meyer trat dem Club 1970 bei. Seit 1997 ist er Vorstandsmitglied des ADAC-Nordrhein, dessen Vorsitzender er seit 2006 ist. Im Jahr 2001 setzte er sich bei einer Stichwahl um die Gesamt-ADAC-Präsidentschaft gegen den Vorsitzenden des ADAC Hansa, Rolf-Peter Rocke, durch. Im Mai 2013 wurde er (ohne Gegenkandidaten) für vier weitere Jahre als ADAC-Präsident gewählt. Er war außerdem Vorsitzender des Aufsichtsrates der ADAC-Autoversicherung.
Bis Ende 2012 wuchs der Club in seiner Amtszeit von 14,3 Millionen Mitglieder (2001) auf 18,55 Millionen Mitglieder an.
Nach ADAC-Angaben ist es Meyers Initiative gewesen, sämtliche Straßenwachtfahrzeuge mit Laptops auszustatten, was eine schnellere und zuverlässigere Pannendiagnose ermöglicht. Auch der ADAC-EcoTest, mit dem der Club das Umweltverhalten von Fahrzeugen testet, wurde von Meyer forciert.
Der ADAC verweist auch darauf, dass es Meyer gewesen sei, der die ADAC-Stiftung „Gelber Engel“ ins Leben rief. Die Stiftung unterstützt sowohl Unfallopfer als auch in der Unfallforschung tätige Institutionen. Meyer ist Vorsitzender des Stiftungskuratoriums.
Infolge des Skandals um die Manipulation des ADAC-Autopreises „Gelber Engel“ legte Meyer am 10. Februar 2014 sein Amt nieder.
Meyer ist allerdings weiterhin Vorsitzender des ADAC Regionalklubs Nordrhein.

## Kritik
Das Manager Magazin schrieb in der Ausgabe 8/2004, Meyer sei jemand, der wisse, dass der ADAC moderner und professioneller werden müsse. Er habe gleich zu Beginn seiner Amtszeit eine Unternehmensberatung mit der Analyse beauftragt. Die folgenden tiefgreifenden Verbesserungsvorschläge für Organisation, Strategie und einzelne Abteilungen lägen aber (zumindest bis zum Bericht des Magazins 2004) noch in der Schublade. Der Magazinbericht unterstellte Meyer, er sei kein Revolutionär und wage sich nicht an die verkrustete Organisation des ADAC heran.

## Ehrenamtliches Engagement
Meyer gründete die Mülheimer Initiative für Klimaschutz mit und gehört deren Vorstand an. Die Initiative nimmt für sich unter anderem in Anspruch, Klimaschutzaktivitäten in Mülheim an der Ruhr zu bündeln, Bürger einzubinden und Transparenz zu schaffen. Linke Parteien aus Mülheim hatten allerdings die Gründung der Initiative kritisiert, da die Strukturen hierarchisch und die Ziele undurchsichtig seien.
Nach ADAC-Angaben engagiert sich Meyer außerdem im Lions-Club Mülheim/Ruhr-Hellweg.